# Union de Frères de Jésus
Union de Frères de Jésus (conocido también como: Union-Sodalité, Union des Frères et Sœurs du Sacré-Cœur de Jésus ó Union de frères et sœurs de Jésus) es una hermandad fundada en 1909 por san Carlos de Foucauld bajo el nombre de Unión de Hermanos y Hermanas del Sagrado Corazón de Jesús. Esta hermandad o congregación, hoy Unión de Hermanos y Hermanas de Jesús, es una asociación privada de fieles de la Iglesia Católica (desde 1985), según el nuevo Código de Derecho Canónico.

## Historia
Es el único grupo de la Asociación de Familia Espiritual Charles de Foucauld (AFS) que no es una “fraternidad”, no tiene reuniones periódicas, ni otro sitio más que su página web de la AFS, ni revista, ni boletín. Sus miembros están dispersos, ya sean sacerdotes o laicos, madres o religiosos, se esfuerzan por vivir su vida cotidiana inspirados en el carisma de Carlos de Foucauld, “misionero aislado” en Tamanrasset (1905-1916).
Cuando Carlos de Foucauld falleció, Louis Massignon “recogió del suelo” esta obra inacabada de su “hermano mayor”, publicando, por primera vez en 1928, su Directorio. En 1948, un grupo de sacerdotes franceses, que deseaban seguir viviendo la espiritualidad de Carlos Foucauld, se unieron para evangelizar a los más pobres de entre los pobres. En 1955, el obispo de Aix-en-Provence aprobó su movimiento como Pía Unión diocesana, compuesta exclusivamente por clero secular. El número de sacerdotes creció desde los 270 presbíteros (en 1958) hasta los 850 (en 1961), de veinticinco nacionalidades.
Elegido por Louis Massignon, Jean-François Six le sucedió a su muerte (1962). Hoy en día, la Unión cuenta con alrededor de mil miembros de diferentes lenguas, cuyo vínculo es, dos veces al año, una carta denominada Trait d'Union.
En Francia, están divididos en nueve regiones, más otras dos —en Camerún y Alemania—, dos fraternidades —Roma y Egipto—, y varios miembros aislados en Bélgica y Estados Unidos.